# William Esson
William Esson (* 1838 in Dundee, Schottland; † 28. August 1916 in Abingdon (Oxfordshire), England) war ein britischer Mathematiker.

## Leben und Wirken
William Esson besuchte Inverness Royal Academie und Celtenham Grammer School. Ab 1855 studierte an der University of Oxford und graduierte 1864 zum M.A.
1864/66 veröffentlichte er seine Pionierarbeit Transactions zur mathematischen Chemie, an der er mit Augustus George Vernon Harcourt (1834–1919) arbeitete. 1866 wurde er Mitglied der London Mathematical Society und am 3. Juni 1869 Fellow der Royal Society.
Nachdem Professor James Joseph Sylvester erkrankt war, wurde er 1894 a.o. Professor und nach dessen Tod 1897 ordentlicher Professor für Geometrie und Savilian Professor of Geometry an der Universität Oxford.

## Schriften (Auswahl)
- On the Laws of Connexion between the Conditions of a Chemical Change and Its Amount. In: Philosophical Transactions of the Royal Society. Band 156, 1866, S. 193–221 (doi:10.1098/rstl.1866.0010) – mit Augustus George Vernon Harcourt